# Коулман, Кэтрин (астронавт)
Кэ́трин Грейс «Кэди» Ко́улман (англ. Catherine Grace «Cady» Coleman; род. 14 декабря 1960, Чарлстон, Южная Каролина) — американский астронавт НАСА, в прошлом химик и бывший офицер ВВС США. Ветеран двух миссий «Шаттл», работала на борту Международной космической станции в качестве члена экипажа 26-й экспедиции.

## Образование
Коулман окончила среднюю школу им. Вилберта Вудсона, Фэрфакс, штат Вирджиния, в 1978 году. В 1979—1980 годах она была студентом по обмену в норвежской средней школе муниципалитета Рёйкен. Получила степень бакалавра наук в химии от Массачусетского технологического института в 1983 году.

## Военная карьера
После окончания регулярного образования, Коулман вступила в ВВС США в звании второго лейтенанта, продолжая свою дипломную работу на степень доктора философии в Массачусетском университете в Амхерсте. В 1988 году она поступила на военную службу на авиационной базе Райт-Паттерсон в качестве химика-исследователя. В 1991 году получила свою докторскую степень в науке о полимерах и технике. Ушла в отставку в ноябре 2009 года.

## Карьера в НАСА

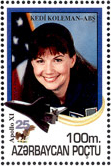
Коулман на азербайджанской марке, 1995.

Коулман была выбрана НАСА в 1992 году, чтобы стать специалистом космической миссии и приняла участие в двух миссиях «Шаттл». В 1995 году она была членом экипажа STS-73, проводящего различные биотехнологические эксперименты. Во время полёта она сообщила в Центр управления полетами в Хьюстоне, что заметила неопознанный летающий объект.
Она также проходила обучение для миссии STS-83 в качестве запасного члена экипажа, но в самой экспедиции не участвовала. Однако приняла участие в миссии STS-93 в качестве специалиста миссии. Катерина Коулман приняла участие в 26-й экспедиции на МКС.
В октябре 2004 года участвовала в Миссии НАСА по операциям в экстремальной окружающей среде (NEEMO 7).

## Личная жизнь
Коулман замужем за художником Джошем Симпсоном. В качестве хобби увлекается музыкой, играет на флейте, участвует в музыкальной группе «Bandella», в которую кроме неё также входят Стивен Робинсон, канадский астронавт Крис Хадфилд, и Мики Петтит (жена астронавта Дона Петтита).
Кэтрин Коулман — поклонница творчества группы Jethro Tull. На концерте Jethro Tull в Перми 12 апреля 2011 года в КДЦ (большой зал пермской филармонии) и в Москве 13 апреля 2011 года, в связи с 50-летием космического полёта Юрия Гагарина использовалась видеотрансляция с Международной космической станции, в которой находившаяся на станции в состоянии невесомости Коулман поприветствовала зрителей и поздравила публику и музыкантов Jethro Tull с Днём космонавтики на русском языке. После чего, Кэтрин исполнила партию флейты в композиции «Bourée» под аккомпанемент музыкантов группы на сцене. Была ли хоть одна трансляция с МКС прямой, не сообщается.
Коулман имеет лицензию на любительскую радиосвязь, позывной KC5ZTH. Другие увлечения: полёты, подводное плавание, спорт.